# 刘宣 (十六国)
刘宣（？—308年），字士则，中国五胡十六国漢國皇族。新兴（今山西省忻州）匈奴人，挛鞮氏後裔。

## 生平
刘渊的从祖。自幼好学，以乐安孙炎为师。担任匈奴右贤王。并州刺史王广举举荐他觐见晋武帝，得到赏识，晋武帝命他为右部都尉。304年，刘宣趁八王之乱之机，联合匈奴五部推举刘渊为大单于。众至五万，定都于离石。刘宣担任丞相，因为拥戴刘渊，受到尊重，执掌军国内外大事。

## 资料来源
- 《资治通鉴》晋纪